# Distretto di Toplica
Il distretto di Toplica (in serbo Топлички округ ?, Toplički okrug) è un distretto della Serbia centrale.

## Comuni
Il distretto si divide in quattro comuni:
- Prokuplje
- Blace
- Kuršumlija
- Žitorađa